# Карагаський сільський округ (Аягозький район)
Карага́ський сільський округ (каз. Қараағаш ауылдық округі, рос. Карагашский сельский округ) — адміністративна одиниця у складі Аягозького району Абайської області Казахстану. Адміністративний центр — село Караагаш.
Населення — 597 осіб (2021; 1055 у 2009, 1098 у 1999, 1303 у 1989).
Станом на 1989 рік існувала Карагаська сільська рада (село Карагаш), село Каражал перебувало у складі Наринської сільської ради.

## Склад
До складу округу входять такі населені пункти:
| Населений пункт | Старі назви | Населення, осіб (1989) | Населення, осіб (1999) | Населення, осіб (2009) | Населення, осіб (2021) |
| --------------- | ----------- | ---------------------- | ---------------------- | ---------------------- | ---------------------- |
| Караагаш, село  | Карагаш     | 1059                   | 870                    | 873                    | 505                    |
| Каражал, село   | -           | 244                    | 228                    | 182                    | 92                     |